# River Arrow (vattendrag i Storbritannien, lat 52,22, long -1,87)
River Arrow är ett vattendrag i Storbritannien.   Det ligger i riksdelen England, i den södra delen av landet, 140 km nordväst om huvudstaden London.